# مغزال

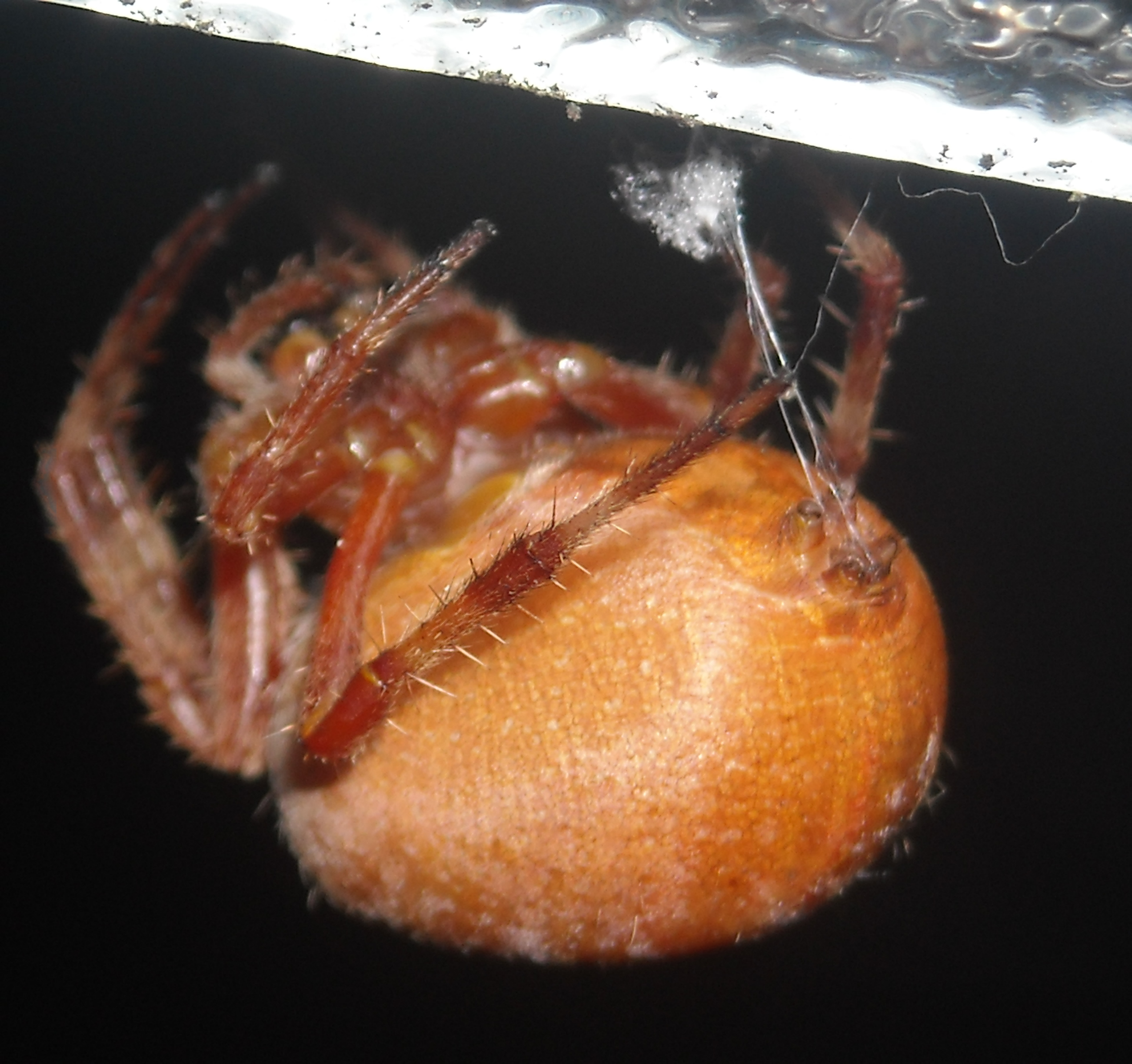

المِغْزَال أو غازلات مستقيمية (بالإنجليزية: Spinneret)‏، هو الجهاز المُغزّل لخيوط العنكبوت وهي موجودة في الجزء الخلفي لبطن العنكبوت. أغلب العناكب تملك ستة مغازيل وبعضها أربعة وبعضها ثمانية.